# Chrom(III)-acetylacetonat
Chrom(III)-acetylacetonat ist eine chemische Verbindung des Chroms aus der Gruppe der Acetylacetonate.

## Gewinnung und Darstellung
Chrom(III)-acetylacetonat kann durch Reaktion von Lösungen von Chrom(III)-salzen wie Chrom(III)-chlorid mit Acetylaceton gewonnen werden.

## Eigenschaften

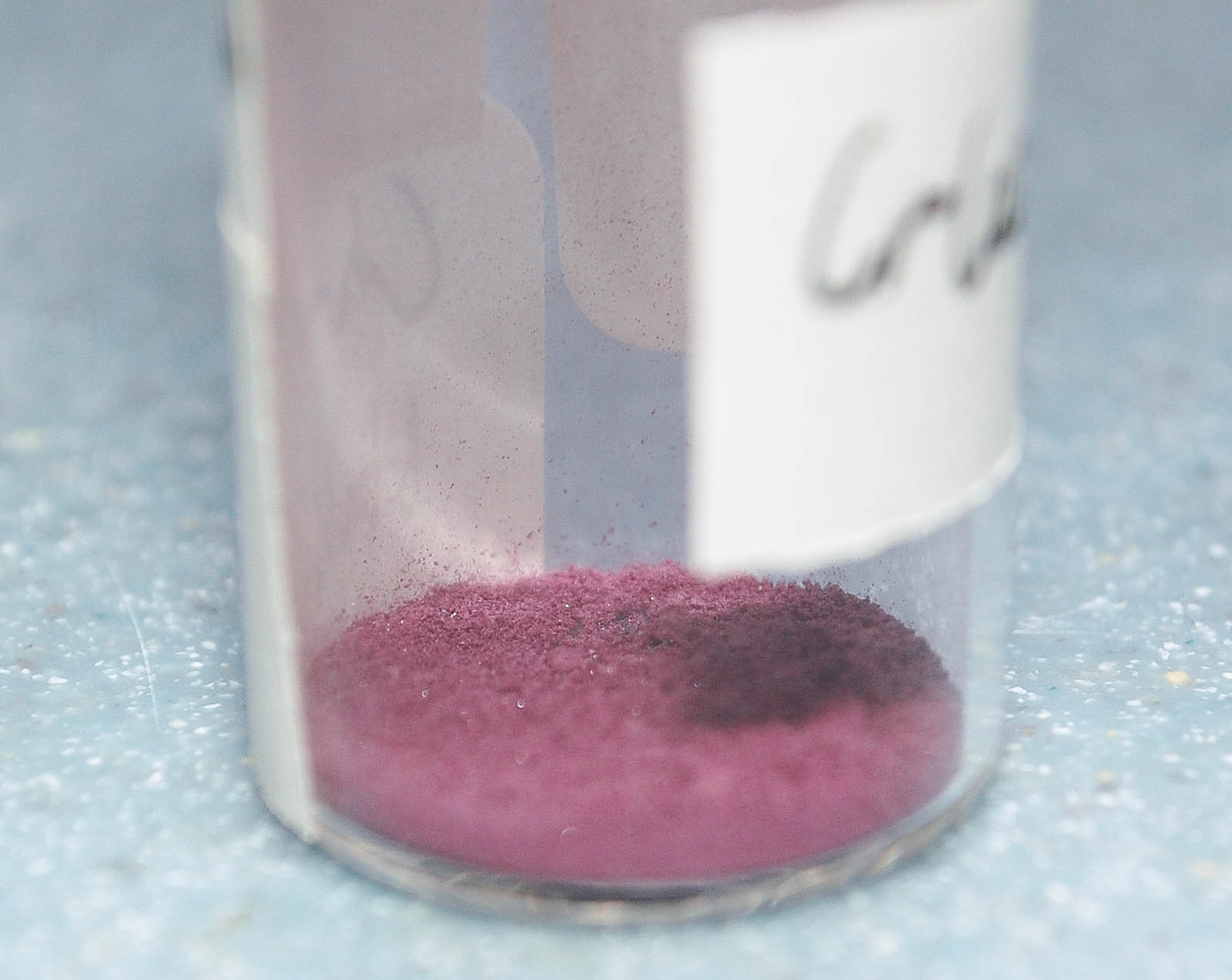
Chrom(III)-acetylacetonat

Chrom(III)-acetylacetonat ist lilafarbener geruchloser Feststoff, der praktisch unlöslich in Wasser ist. Er besitzt eine monokline Kristallstruktur mit der Raumgruppe P21/c (Raumgruppen-Nr. 14). Die Verbindung beginnt bereits ab 100 °C zu einem grünen Dampf zu sublimieren.

## Verwendung
Chrom(III)-acetylacetonat wird verwendet, um die Oberflächeneigenschaften von festen Polyurethanen zu modifizieren, die in ihrer Gegenwart gebildet wurden. Es dient auch als Katalysator für die Oxidation von Methacrylsäureestern durch Wasserstoffperoxid und wird zur Phlegmatisierung von Nitromethan eingesetzt. Aufgrund seiner Löslichkeit in unpolaren organischen Lösungsmitteln und seines Paramagnetismus wird es auch in der NMR-Spektroskopie als Relaxationsmittel eingesetzt.